# Ṡ
Cette page contient des caractères spéciaux ou non latins. S’ils s’affichent mal (▯, ?, etc.), consultez la page d’aide Unicode.
Ṡ (minuscule : ṡ ou ẛ ), appelé S point suscrit ou S point en chef, est un graphème qui est utilisé dans l’écriture du bolognais, qui était utilisé dans l’alphabet irlandais, et qui est utilisé dans certaines romanisations ALA-LC. Il s'agit de la lettre S diacritée d'un point suscrit.

## Utilisation
Ṡ est utilisé en émilien-romagnol pour représenter [z], et dans la translittération de l'Arabe tunisien pour [sˁ].

## Représentations informatiques
Le S point suscrit peut être représenté avec les caractères Unicode suivants :
- précomposé (latin étendu additionnel)[1] :

| forme            | représentation | chaîne de caractères | point de code | description                                  |
| ---------------- | -------------- | -------------------- | ------------- | -------------------------------------------- |
| capitale         | Ṡ              | Ṡ                    | U+1E60        | lettre majuscule latine s point en chef      |
| minuscule        | ṡ              | ṡ                    | U+1E61        | lettre minuscule latine s point en chef      |
| minuscule longue | ẛ              | ẛ                    | U+1E9B        | lettre minuscule latine s long point en chef |

- décomposé (latin de base, latin étendu A, diacritiques) :

| forme            | représentation | chaîne de caractères | point de code | description                                              |
| ---------------- | -------------- | -------------------- | ------------- | -------------------------------------------------------- |
| capitale         | Ṡ              | S◌̇                   | U+0053 U+0307 | lettre majuscule latine s diacritique point en chef      |
| minuscule        | ṡ              | s◌̇                   | U+0073 U+0307 | lettre minuscule latine s diacritique point en chef      |
| minuscule longue | ẛ              | ſ◌̇                   | U+017F U+0307 | lettre minuscule latine s long diacritique point en chef |

Il peut aussi être représenté avec des anciens codages ISO/CEI 8859-14 :
- capitale Ṡ : BB
- minuscule ṡ : BF